# Constantia (vino)

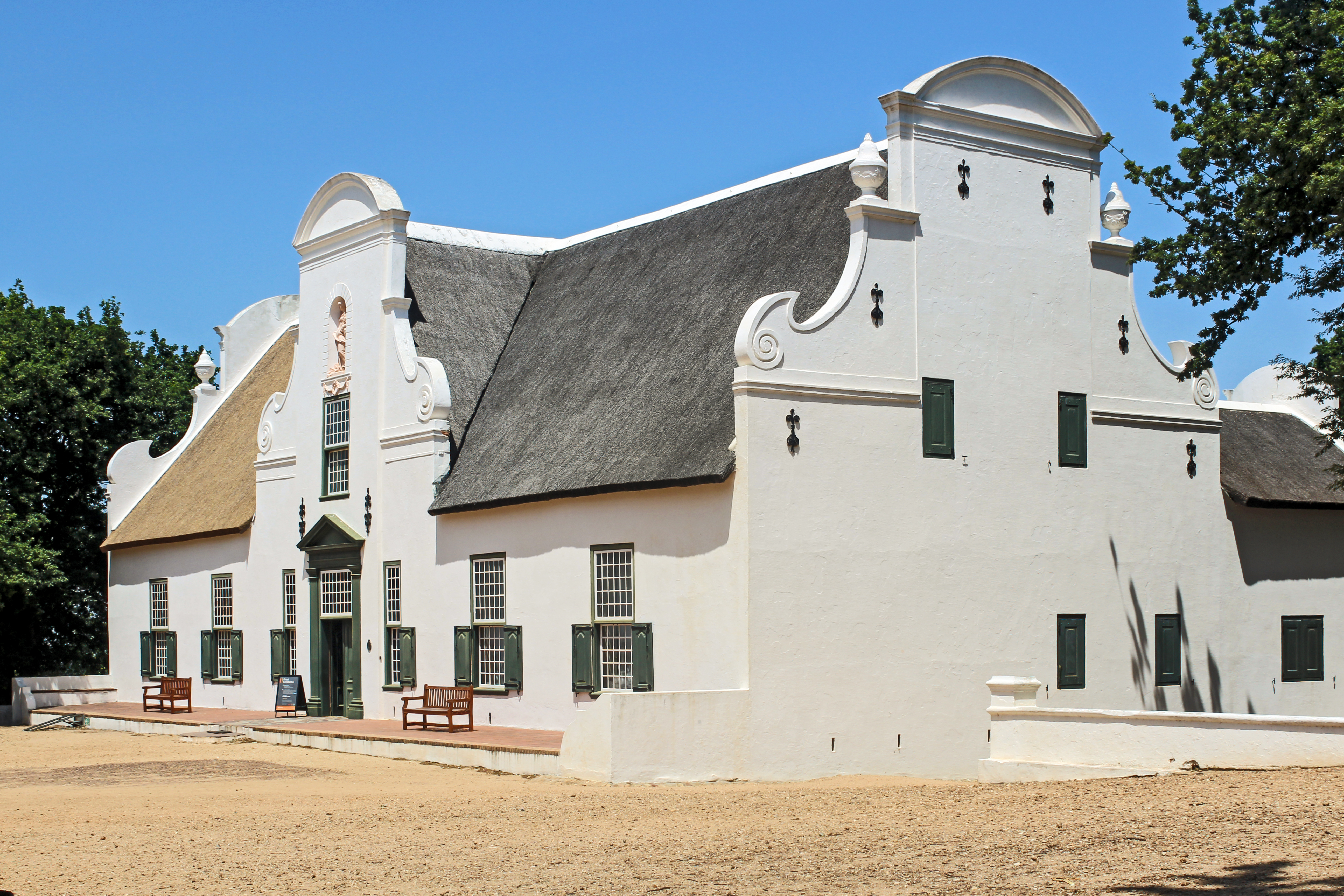
El edificio de la bodega de Groot Constantia,, la más antigua de Constantia.

Constantia  es un vino dulce sudafricano.
Se elabora con la cepa moscatel de Frontignan en el distrito de Constantia, Ciudad del Cabo, Sudáfrica. La primera bodega se fundó en 1685 por el gobernador del Cabo, Simon van der Stel en un valle frente a False Bay. El vino de Constantia pronto adquirió buena reputación, y fue exportado como vino de postre en los siglos XVIII y XIX a diversos países de Europa, siendo consumido por aristócratas, miembros de la realeza y políticos, desde Bismarck hasta Federico el Grande, rey de Prusia, y el rey Luis Felipe de Orléans de Francia. Napoleón lo bebió durante su exilio en la isla de Santa Elena. Presente en las bodegas de Downing Street, hubo envíos regulares de este vino dulce del Cabo al Palacio de Buckingham para la familia real británica. En la literatura, autores como Charles Dickens, Jane Austen o Baudelaire, María Graham, se harían eco de la fama de estos vinos.
Sin embargo, a fines del siglo XIX, la plaga de la filoxera devastó los viñedos de Constantia causando el casi total cese de la producción. Se ha reanudado la producción desde la década de los 80 del siglo pasado.